# Darkened Rooms
Darkened Rooms est un film américain pré-Code réalisé par Louis J. Gasnier, sorti en 1929.

## Fiche technique
- Réalisation : Louis J. Gasnier
- Scénario : Melville Baker, Patrick Kearney, Patrick Konesky
- Photographie : Archie Stout
- Montage : Frances Marsh
- Musique : Karl Hajos
- Distributeur : Paramount Pictures
- Durée : 66 minutes
- Date de sortie : 23 novembre 1929

## Distribution

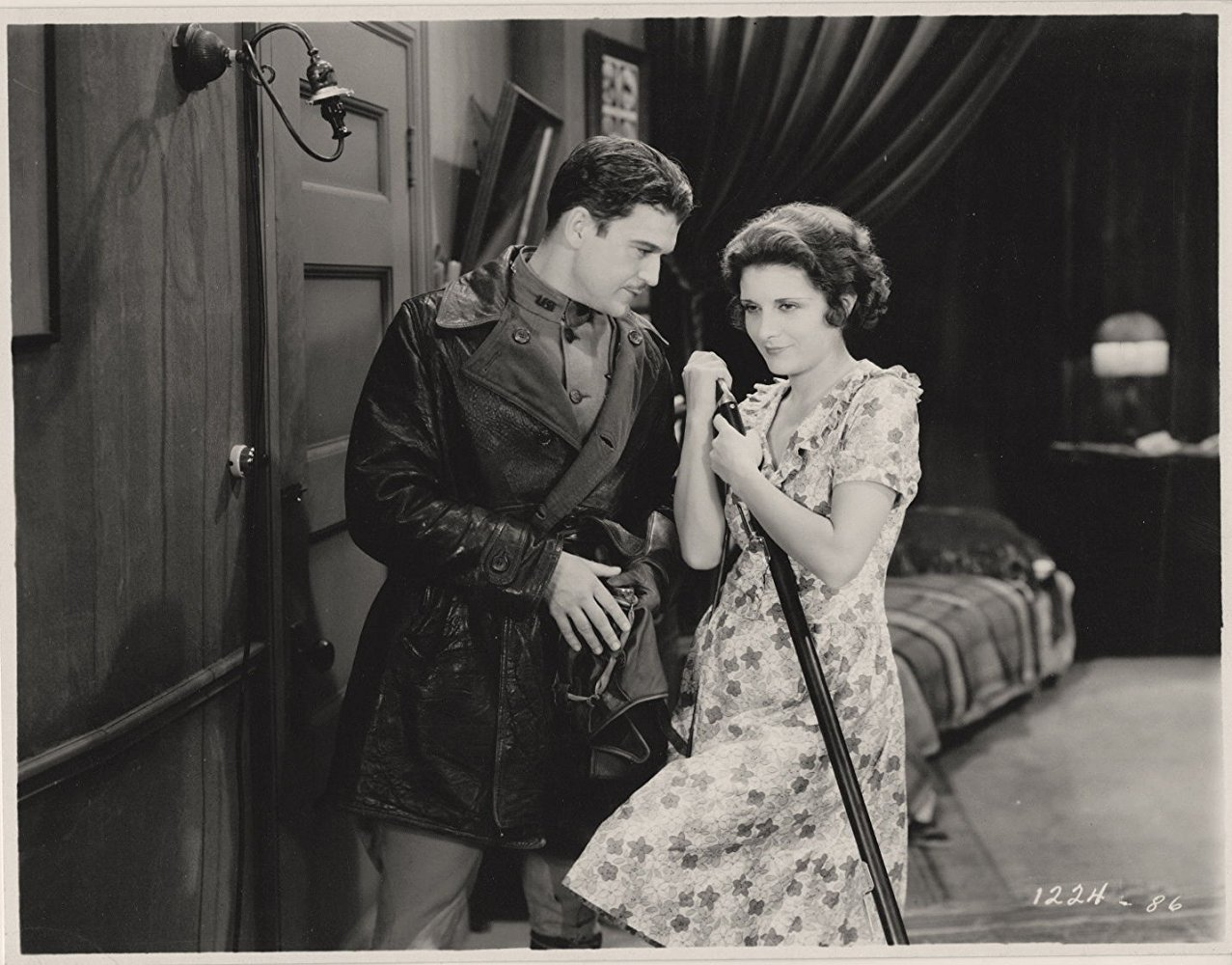
Neil Hamilton et Evelyn Brent dans une scène du film.

- Evelyn Brent : Ellen
- Neil Hamilton : Emory Jago
- Doris Hill : Joyce Clayton
- David Newell : Billy
- Gale Henry : Madame Silvara
- Wallace MacDonald : Bert Nelson
- Blanche Craig : Mrs. Fogarty
- E. H. Calvert : Mr. Clayton

## Critique
Le critique Troy Howarth écrit : « Comme beaucoup de films de l'époque des débuts du parlant, Darkened Rooms souffre d'une mise en scène et d'une technique primitives, bien que les techniciens du studio aient réussi à créer des effets sonores effrayants pour les certaines séquences ».